# 일리네어 레코즈
일리네어 레코즈(ILLIONAIRE RECORDS)는 2011년 1월, The Quiett이 설립한 힙합 레이블이다. 서울특별시 영등포구 여의도동에 위치해 있으며, 앞 글자 'I'를 숫자 '1'로 바꿔 "1LLIONAIRE"라 표기하기도 한다. 현재 멤버로는 The Quiett만 있다. Beenzino는 2020년 6월에 결별을 했다고 소문이 잠시 돌았지만 빈지노의 인스타 라이브를 통해 아직 결정하지 않았다고 하였으나 2020년 7월 6일, 인스타로 통해 공식적으로 Beenzino가 일리네어와 계약 해지를 했다고 한다. 산하 레이블로 앰비션 뮤직 (AMBITION MUSIK)을 두고 있다.

## 역사
오랜 기간 활동했던 소울 컴퍼니에서 탈퇴를 결심한 The Quiett은 2010년 12월, 고별 콘서트를 갖고 탈퇴를 하였다. 탈퇴에 앞서 독자 레이블 설립을 계획하던 그는, 오랫동안 친하게 지내온 뮤지션이자 마찬가지로 맵더소울이 해체돼, 소속 없이 활동하였던 Dok2에게 레이블 설립을 제안하였다. 이후 공동 CEO로서 함께 설립을 준비하여 2011년 1월 1일에 자정, 힙합플레이야를 통해
공식 발표하였다. 설립 후, 첫 콘서트 발표 및 "We Here"를 비롯한 무료 곡들을 배포하였다.
이후 2011년 6월 5일, 빈지노를 영입하였고 투어 및 콘서트 활동을 하였다. 2014년 5월 21일에 첫 레이블 앨범 11:11을 발표했다.
2016년 9월 29일, 도끼는 자신의 인스타그램 계정을 통해 하위 레이블인 앰비션 뮤직(AMBITION MUSIK)을 설립한다고 밝혔다. 이후 김효은, CHANGMO, Hash Swan을 소속 아티스트로 영입했다고 발표하였다.
2018년에는 ASH ISLAND를 영입하였고, 2019년 6월 11일에는 Way Ched와 Leellamarz를 영입하였다. 이후 ZENE THE ZILLA를 영입하였다.
2020년 2월 6일, 도끼가 소속사를 떠났다. 이로 인하여 일리네어 레코즈에는 더콰이엇과 빈지노만 남았다. 하지만 5개월 후인 2020년 7월 6일, 빈지노도 소속사를 떠나 일리네어 레코즈는 공식적으로 해산했다.

## 소속 멤버

### 일리네어 레코즈
- The Quiett - 대표이사 (CEO)

### 앰비션 뮤직
- 김효은
- CHANGMO
- Hash Swan
- ASH ISLAND 2024에 탈퇴
- Way Ched
- Leellamarz
- ZENE THE ZILLA
- Don Malik
- Paul Blanco